# Mark Zabel
Mark Zabel (ur. 12 sierpnia 1973 w Calbe (Saale)), niemiecki kajakarz. Trzykrotny medalista olimpijski.
Wszystkie medale wywalczył w kajakowych czwórkach. W 1996 w Atlancie zwyciężyła osada w składzie Thomas Reineck, Olaf Winter, Detlef Hofmann i Zabel. Na kolejnych dwóch olimpiadach w tej samej konkurencji sięgnął po srebrne krążki. Jako członek tej osady, w latach 1995–2003, wywalczył szereg medali na mistrzostwach świata, w tym sześć złotych.